# Вьетнам на летних Олимпийских играх 1968
Вьетнам (Республика Вьетнам) принимал участие в летних Олимпийских играх 1968 года в Мехико (Мексика) в пятый раз за свою историю, но не завоевал ни одной медали. Сборную страны представляли 2 женщины (Нгуен Минь Там и Нгуен Тхи Ми Льен) и 7 мужчин в 5 видах спорта.
Самым юным участником Игр от страны стал велосипедист Чыонг Ким Хунг (16 лет и 321 день), самым пожилым — стрелок из пистолета Ву Ван Зань (42 года и 189 дней).

## Спортсмены и их результаты

### Велоспорт
Буй Ван Хоанг и Чыонг Ким Хунг приняли участие в мужской групповой гонке, оба сошли с дистанции и не добрались до финиша. Чыонг Ким Хунг был самым молодым участником этой гонки.

### Лёгкая атлетика
Хо Хень Фыок участвовал в турнире десятиборцев, но снялся с соревнований после четырёх видов: бега на 100 метров, прыжка в длину, толкания ядра и прыжка в высоту.

### Плавание
Нгуен Минь Там принимала участие в соревнованиях на дистанции 100 метров вольным стилем. Она не смогла пройти первый квалификационный раунд, заняв в своём заплыве последнее, 6-е место, показав время 1:09,5.
Нгуен Тхи Ми Льен участвовала в соревнованиях на дистанции 100 метров на спине и также не смогла пройти первый раунд квалификации, заняв последнее 7-е место в заплыве с результатом 1:19,2.

### Стрельба
В стрелковых дисциплинах вьетнамские спортсмены были представлены в двух видах программы.
В стрельбе из произвольного пистолета на дистанции 50 метров участвовали Зыонг Ван Зан и Хо Минь Тху. Зыонг Ван Зан набрал 519 зачётных очков и занял итоговое 57-е место, а Хо Минь Тху занял 43-е место с 533 очками. Хо Минь Тху четыре года спустя участвовал в Олимпийских играх в Мюнхене.
Ву Ван Зань принимал участие в стрельбе из скоростного пистолета на расстоянии 25 метров и занял 53-е место при 56 участниках, набрав 548 очков: 273 в первом круге и 275 — во втором.

### Фехтование
Нгуен Тхе Лок участвовал в состязании саблистов, для него Игры 1968 года стали вторыми в карьере: четырьмя годами ранее он уже принимал участие в Олимпиаде в Токио. Как и на предыдущей Олимпиаде, Нгуен Тхе Лок не прошёл первый круг соревнований, но на этот раз ему не удалось выиграть ни одного боя из шести, он нанёс 3 результативных удара при 30 у соперников.